# Milton Jiménez Puerto
Milton Danilo Jiménez Puerto (Potrerillos, Honduras, 8 de noviembre de 1961) es un abogado y político hondureño. Actualmente es juez y magistrado de la Corte Suprema de Justicia de Honduras. 

## Trayectoria
Milton Jiménez Puerto egresó como licenciado en Ciencias Jurídicas y Sociales en la Universidad Nacional Autónoma de Honduras en 1984. En 1995 y 1996, respectivamente, obtuvo los títulos de abogado y notario. Durante la década de 1980, tras egresar de la universidad, se desempeñó como procurador de derechos humanos en diversas organizaciones de sociedad civil. Esta labor, junto a su anterior militancia en la Fuerza Universitaria Revolucionaria-FUR, lo llevó a ser objeto de persecuciones por parte de grupos militares e inteligencia, quienes llegaron a secuestrarlo y torturarlo, e intentaron asesinarlo. Posteriormente, ejerció como litigante privado ante los tribunales de justicia.
El 6 de febrero de 2006, dio un salto político al ser nombrado secretario de Relaciones Exteriores del entonces presidente Manuel Zelaya Rosales, cargo que abandonó tras una polémica de carácter personal. Después de su salida, continuó como asesor privado de Zelaya Rosales, y el 10 de enero de 2009 fue nombrado presidente de la Comisión Nacional de Bancos y Seguros.
El 17 de febrero de 2023, aprovechando su cercanía con las cúpulas de los partidos Libertad y Refundación y Liberal, fue elegido por el Congreso Nacional como magistrado de la Corte Suprema de Justicia para el período 2023-2030, obteniendo más de 115 votos de 128 posibles. El pleno de magistrados de la Suprema Corte lo nombró primer magistrado coordinador de la Sala de lo Civil para ese período constitucional.

## Controversias
El 3 de enero de 2008, Milton Jiménez Puerto renunció como secretario de Relaciones Exteriores después de haber sido detenido por la policía hondureña conduciendo su vehículo en aparente estado de ebriedad y negarse a identificarse ante los funcionarios policiales. Tras ello, pidió disculpas públicas y aseguró sentirse avergonzado, pero también recriminó la supuesta violencia policial ejercida en su contra. 
Se presentó a la conferencia de prensa de su renuncia con un hematoma en el ojo izquierdo, que, según su versión, fue causado por los policías que lo golpearon. Vídeos difundidos posteriormente mostraron a Milton Jiménez Puerto agrediendo a los policías, a lo que él argumentó: «Lo hice por el mal trato que me dieron, un trato absolutamente innecesario».
El 13 de junio de 2008, fue detenido nuevamente en supuesto estado de ebriedad mientras viajaba en un vehículo junto a otra persona en una autovía de Miami, Florida, Estados Unidos. La policía local los detuvo por mala conducta y desorden público. Milton Jiménez Puerto admitió haber consumido «algunas copas de vino» en las horas anteriores y fue puesto en libertad horas después del incidente.
Otro escándalo se generó el 21 de julio de 2013, cuando fue detenido por portar armas de fuego sin permiso en una exclusiva zona residencial de Tegucigalpa. El reporte policial indicó que, en estado de ebriedad y con conducta violenta, Milton Jiménez Puerto estaba golpeando la puerta de una residencia. Aceptó haber consumido alcohol, pero negó estar ebrio y aseguró que la residencia pertenecía a una amiga suya. Aunque se presentaron cargos penales de portación ilegal de armas en su contra, el 5 de agosto de 2013, un juzgado le dictó sobreseimiento definitivo.